# Super Hero Squad Show
Super Hero Squad Show (The Super Hero Squad Show) è una serie televisiva animata prodotta dai Marvel Studios e andata in onda per la prima volta nel 2009 su Cartoon Network, tratta dal gioco di carte collezionabili Marvel Super Hero Squad Action Figure.
La serie prevede una versione in stile super deformed di molti dei personaggi dei fumetti Marvel Comics. Principalmente il gruppo protagonista è formato da Wolverine, Hulk, Silver Surfer, Falcon, Thor e di un supereroe poco conosciuto che salterà per la prima volta fuori dai fumetti, Reptil. Insieme a loro appaiono spesso e volentieri Iron Man, Capitan America, Tempesta e Ms. Marvel.

## Trama
Prima dell'inizio della serie, il malvagio Dottor Destino, nella sua lotta al dominio universale, ha tentato di rubare il potere illimitato della spada "Infinity". Viene fermato da Iron Man, ma come conseguenza della loro battaglia, la spada si è frantumata in numerosi pezzi che piovono su Super Hero City.

## Stagione 1
All'inizio della serie, il Dottor Destino ha stretto alleanze con quasi tutti i supercriminali formando la Lethal Legion, al fine di dare la caccia ai pezzi sparsi della spada "Infinity", ognuno dei quali possiede poteri pericolosi e diversi. Le forze del Dottor Destino (tra cui M.O.D.O.K. e Abominio), hanno sede a Villainville che è separata da Super Hero City da un muro gigante eretto all'inizio della serie. Ancora una volta Iron Man intralcia i piani di Destino, con la sua squadra d'élite conosciuta come la Super Hero Squad, composta da Falcon, Hulk, Silver Surfer, Thor e Wolverine.
Ogni membro della squadra rappresenta un fattore specifico per fare una squadra ideale:
- Tecnologia = Iron Man
- Forza = Hulk
- Velocità = Falcon
- Energia = Silver Surfer
- Elementi = Thor
- Animale = Wolverine, Reptil

La Super Hero Squad ha sede nello SHIELD Helicarrier, ed è spesso aiutata nella sua difesa di Super Hero City dal loro capo Capitan America, dal leader dello SHIELD, Ms. Marvel e da molti altri dei loro amici supereroi.
Entro la fine della prima stagione, la spada "Infinity" verrà riforgiata quando Galactus arriverà a divorare la Terra. Silver Surfer si ricongiunge a Galactus come suo araldo e lascia la squadra con la spada "Infinity" in suo possesso. A partire dal periodo successivo alla battaglia, Villainville verrà distrutta, e il Dottor Destino e i suoi scagnozzi vengono arrestati.

## Stagione 2
La seconda stagione ruota attorno alla Super Hero Squad che acquista un nuovo membro del team Scarlet Witch e viaggia in diverse parti del Marvel Universe, nella galassia, in dimensioni diverse e attraverso il tempo.
Il malvagio Thanos è l'antagonista principale, il quale è alla ricerca delle sei Gemme dell'Infinito, al fine di dimostrare la propria superiorità e la supremazia su tutto l'universo.
Questa stagione presente anche il debutto di:
- Nova
- Capitan Marvel
- Squadrone Supremo
- Ercole
- Zeus
- Annihilus
- Nebula
- Nightmare
- Nighthawke
- She-Hulk

## Gags nella sigla
La sigla del cartoon mostra in sequenze molto veloci parecchi personaggi della serie animata.
Una particolarità, introdotta sul modello de I Simpson, è una gag diversa ad ogni puntata. In questo caso, ad ogni episodio, alla fine della sigla Hulk si tramuta in qualcos'altro. Fino ad ora si è tramutato in Joe Fixit, Hulk grigio, una versione modificata di MODOK (Sugar Man), un Hulk neonato, un robot, un ballerino, un membro dei Simpson, un'unione con Wolverine, Visione ed infine Bruce Banner.

## Episodi
La prima e la seconda stagione sono entrambe composte da 26 episodi, per un totale di 52.
| Stagione         | Episodi | Prima TV originale | Prima TV Italia |
| ---------------- | ------- | ------------------ | --------------- |
| Prima stagione   | 26      | 2009-2010          | 2010            |
| Seconda stagione | 26      | 2010-2011          | 2011            |

## Videogiochi
Nel maggio 2009, la Marvel e la THQ hanno annunciato un videogioco d'azione basato sulla prima stagione dell'omonima serie televisiva, chiamato Marvel Super Hero Squad per Wii, Nintendo DS, PlayStation 2 e PlayStation Portable.
Nel novembre 2010, anche se il primo è stato accolto da critiche negative è stato pubblicato il seguito chiamato Marvel Super Hero Squad: The Infinity Gauntlet. Quest'ultimo segue la trama della seconda stagione dell'omonima serie animata.